# Meng Wu
Meng Wu († 3. Jahrhundert v. Chr.) war ein chinesischer Offizier für den König von Qin, Qin Shihuangdi.

## Leben
Sein Vater war der Feldherr und Minister Meng Ao. Auch Meng Wu bekleidete Ämter im Militär. Es ist bekannt, dass er 224/223 v. Chr. zusammen mit Wang Jian stellvertretender General bei einer Kampagne gegen das Reich Chu war. Er erlangte dort einen großen Sieg und tötete den feindlichen Kommandanten Xiang Yan. Bei einem erneuten Angriff gelang es Meng Wu, das Königreich Chu endgültig zu besiegen und den dort regierenden Herrscher gefangen zu nehmen.
Seine Söhne Meng Tian und Meng Yi waren Würdenträger unter dem ersten Kaiser Qin Shihuangdi.